# Gåstjärnen (Jörns socken, Västerbotten, 723924-169686)
Gåstjärnen är en sjö i Skellefteå kommun i Västerbotten och ingår i Kågeälvens huvudavrinningsområde.